# Jeg, mig & Irene
Jeg, mig & Irene (originaltitel: Me, Myself & Irene) er en komedie fra 2000 af de to brødre Peter og Bobby Farrelly, med Jim Carrey og Renée Zellweger i hovedrollerne.

## Handling
Filmen handler om politibetjenten Charlie Baileygates (Jim Carrey), som er blevet udnyttet hele sit liv; på hans bryllupsdag, kommer der konflikter mellem Charlie og limousine-chafføren, en sort dværg, og dette gør at hans kone bliver forelsket i chaufføren. Ni måneder efter får parret trillinger – alle med mørk hud. Charlie tør ikke se sandheden i øjnene, og ender derfor at blive efterladt med børnene, af hans kone, som flytter sammen med chaufføren. Efter nogen tid, bliver alt den vrede, som Charlie har gået med, uden at kunne slippe af med, omdannet til en ny person, den voldelige og uhøflige Hank via personlighedsspaltning. Fordi Charlies arbejdsplads tror, at Charlie bare har brug for en ferie, sætter de ham til at eskortere den smukke Irene (Renée Zellweger) til Upstate New York. Irene har egentlig ikke gjort noget forkert, men hendes ekskæreste er meget magtfuld, og tager hævn over Irene, ved at få hende anholdt. På Charlie og Irene (og Hanks) tur, møder de albinonen Whitey (Michael Bowman), som følger med den umage trio. De, nu fire, kommer ud på noget af et eventyr med lejemordere, og Charlies evige kamp mod Hank, der kommer frem i tide og utide.  

## Medvirkende
- Jim Carrey – som Charlie Baileygates/Hank Evans
- Renée Zellweger – som Irene Walters
- Michael Bowman – som Jacob eller 'Whitey'
- Daniel Greene – som Dickie Thurman
- Tony Cox – som Shonté Jackson

## Trivia
- Fordi de skulle arbejde tæt sammen, datede Carrey og Zellweger kort.

- Under en scene i slutningen af filmen, tilkalder Charlie en anden politimand, Sea Bass. Sea Bass er navnet på den person Carreys figur, Lloyd, har en konflikt med i Farrelly brødrenes film Dum og dummere. Sea Bass er en canadisk ishockeyspiller, som hedder Cam Neely.

- Da Hank bliver vred over at en af baseballspillerne smider et cigaretskod på jorden, kan man se at holdets navn på spillerens trøje er Cerrone. Måske er holdet opkaldt efter filmens manuskript-forfatter, Mike Cerrone.

- National Alliance on Mental Illness (NAMI) og en del andre institutioner for sindslidende lavede i forbindelse med filmen, en e-mail kampagne, fordi de synes, at filmen gjorde grin med sindslidende personer.

- En mere akkurat diagnose af Charlie ville være "Asocial identitets forstyrrelse" (personlighedsspaltning), og ikke skizofreni, da man i tilfælde af skizofreni oplever hallucinationer, vrangforestillinger og sociale/følelsesmæssige ting, ikke "fremstillelse" af flere personligheder.